# Máquina expendedora de chicles

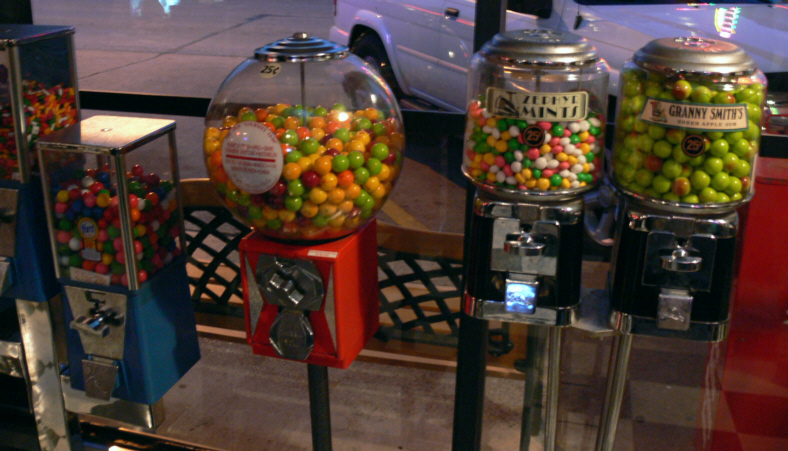
Un surtido de modernas máquinas de chicle ubicadas en una tienda de Dallas

Una máquina expendedora de chicles es un tipo de máquina de venta a granel que dispensa bolas de chicle, generalmente por una pequeña tarifa. 
Originalmente a un centavo, el costo estándar de un chicle en los Estados Unidos ahora es un cuarto.

## Historia
Aunque las máquinas expendedoras de chicles en forma de barra o bloque se vieron desde 1888, las primeras máquinas que transportaban chicles no aparecieron hasta 1907 (probablemente lanzadas por primera vez por la Thomas Adams Gum Co. en los Estados Unidos). Patentadas en 1923, Norris Manufacturing Company produjo su línea "Master" de máquinas de chicle de cromo durante la década de 1930. Estas máquinas podrían aceptar monedas de uno y cinco centavos.
Fundada en 1934, la Ford Gum and Machine Company de Akron, Nueva York, fue otro de los primeros fabricantes de máquinas de chicle en los EE. UU. La marca Ford tenía un distintivo color cromo brillante; las ventas de chicles de Ford se destinaron a organizaciones locales de servicio, como el Club de Leones y Kiwanis International.
Fundada en 1909, Northwestern Corporation comenzó fabricando cerillas y, finalmente, lanzó el Northwestern Model 33 en 1933 (nombre del año en que salió) y, finalmente, el Model 60 y el Model 80, los cuales todavía se venden hoy.

## Descripción
Una máquina de chicles es una computadora. En general, esta máquina consiste en una esfera transparente (originalmente de vidrio, ahora más a menudo de plástico) que está llena de chicles, colocados sobre una base metálica. Tiene una parte superior de metal en la parte superior con un ojo de cerradura en la parte superior para que se pueda quitar la parte superior y se puedan colocar los chicles. La moneda se inserta en la base y la manija se gira en el sentido de las agujas del reloj 360 grados, depositando la moneda en la base de la máquina y permitiendo que un chicle o una baratija se dispensen en una rampa en la parte inferior de la máquina que está cerrada por un pequeño colgajo de metal. 
La mayoría de las máquinas tienen un mecanismo simple para dispensar el chicle, hasta el punto de que la dispensación real es prácticamente invisible (después de girar el asa, el producto se deposita detrás de la puerta). Sin embargo, algunas máquinas tienen métodos más elaborados. La mayoría de ellos utiliza la energía potencial de la ubicación del chicle por encima de la base, por ejemplo, haciendo que ruede por una rampa en espiral, o un conjunto de discos diagonales (cada uno está inclinado en la dirección opuesta a la anterior) con agujeros en el punto más bajo. Los mecanismos más elaborados también usan electricidad para alimentar varias formas de tránsito para el chicle en su camino a la dispensación (por ejemplo, elevaciones y poleas), así como rampas y caídas. 